# Liste des films soviétiques sortis en 1932
Cet article présente une liste des films produits en Union soviétique en 1932:

## 1932
| 1932                        |                             |                                        |
| Counterplan                 | Встречный                   | Sergueï Ioutkevitch et Fridrikh Ermler |
| Ivan                        | Иван                        | Alexandre Dovjenko                     |
| The Return of Nathan Becker | Возвращение Нейтана Беккера | Boris Shpis et Rashel Milman           |
| Une affaire banale          | Простой случай              | Vsevolod Poudovkine et Mikhail Doller  |